# العلاقات السيشلية الشمال مقدونية
العلاقات السيشلية الشمال مقدونية هي العلاقات الثنائية التي تجمع بين سيشل وشمال مقدونيا.

## مقارنة بين البلدين
هذه مقارنة عامة ومرجعية للدولتين:
| وجه المقارنة                                              | سيشل                                                | شمال مقدونيا                                               |
| --------------------------------------------------------- | --------------------------------------------------- | ---------------------------------------------------------- |
| المساحة (كم2)                                             | 459                                                 | 25.71 ألف                                                  |
| عدد السكان (نسمة)                                         | 95.84 ألف                                           | 2.08 مليون                                                 |
| الكثافة السكانية (ن./كم²)                                 | 20.88 ألف                                           | 80.9                                                       |
| العاصمة                                                   | فيكتوريا                                            | إسكوبية                                                    |
| اللغة الرسمية                                             | لغة فرنسية، لغة إنجليزية، اللغة الكريولية السيشيلية | اللغة المقدونية، اللغة الألبانية                           |
| العملة                                                    | روبية سيشلية                                        | دينار مقدوني                                               |
| الناتج المحلي الإجمالي (بليون دولار)                      | 1.49 مليار                                          | 11.34 مليار                                                |
| الناتج المحلي الإجمالي (تعادل القوة الشرائية) بليون دولار | 2.54 مليار                                          | 29.26 مليار                                                |
| الناتج المحلي الإجمالي الاسمي للفرد دولار أمريكي          | 15.48 ألف                                           | 4.85 ألف                                                   |
| الناتج المحلي الإجمالي للفرد دولار أمريكي                 | 26.42 ألف                                           | 16.25 ألف                                                  |
| مؤشر التنمية البشرية                                      | 0.772                                               | 0.747                                                      |
| رمز المكالمات الدولي                                      | +248                                                | +389                                                       |
| رمز الإنترنت                                              | .sc                                                 | .mk                                                        |
| المنطقة الزمنية                                           | ت ع م+04:00                                         | توقيت وسط أوروبا، ت ع م+01:00، ت ع م+02:00، أوروبا/سكوبيه ‏ |

## منظمات دولية مشتركة
يشترك البلدان في عضوية مجموعة من المنظمات الدولية، منها:
| علم المنظمة | اسم المنظمة                               | تاريخ انضمام سيشل | تاريخ انضمام شمال مقدونيا |
| ----------- | ----------------------------------------- | ----------------- | ------------------------- |
|             | يونسكو                                    | 18 أكتوبر 1976    | 28 يونيو 1993             |
|             | وكالة ضمان الاستثمار متعدد الأطراف        | 15 سبتمبر 1992    | 19 مارس 1993              |
|             | الأمم المتحدة                             | 21 سبتمبر 1976    | 8 أبريل 1993              |
|             | الاتحاد البريدي العالمي                   | ?                 | ?                         |
|             | البنك الدولي للإنشاء والتعمير             | 29 سبتمبر 1980    | 25 فبراير 1993            |
|             | الاتحاد الدولي للاتصالات                  | 17 سبتمبر 1999    | 4 مايو 1993               |
|             | منظمة حظر الأسلحة الكيميائية              | 29 أبريل 1997     | ?                         |
|             | مؤسسة التمويل الدولية                     | 11 يونيو 1981     | 25 فبراير 1993            |
|             | المركز الدولي لتسوية المنازعات الاستشارية | 19 أبريل 1978     | 26 نوفمبر 1998            |
|             | منظمة الشرطة الجنائية الدولية             | 1 سبتمبر 1977     | ?                         |

## وصلات خارجية
- موقع وزارة الخارجية السيشلية